# Aaron Clapham
Aaron Daniel Clapham (Christchurch, 15 de janeiro de 1987) é um futebolista neozelandês, que atua na posição de meio-campo e joga pelo Team Wellington. Fez parte do grupo que disputou a Copa do Mundo FIFA de 2010.